# Laxoseptabrunsiina
Laxoseptabrunsiina es un género de foraminífero bentónico de la subfamilia Septabrunsiininae, de la familia Tournayellidae, de la superfamilia Tournayelloidea, del suborden Fusulinina y del orden Fusulinida. Su especie tipo es Laxoseptabrunsiina valuzierensis. Su rango cronoestratigráfico abarca el Viseense (Carbonífero inferior).

## Discusión
Algunas clasificaciones más recientes incluyen Laxoseptabrunsiina en la familia Septabrunsiinidae, de la superfamilia Lituotubelloidea, del suborden Tournayellina, del orden Tournayellida, de la subclase Fusulinana y de la clase Fusulinata.

## Clasificación
Laxoseptabrunsiina incluye a la siguiente especie:
- Laxoseptabrunsiina valuzierensis †

En Laxoseptabrunsiina se ha considerado el siguiente subgénero:
- Laxoseptabrunsiina (Spinolaxina), aceptado como género Spinolaxina